# Danh sách quốc gia Đông Á theo thủ đô và thành phố lớn nhất
Các quốc gia Đông Á hay các quốc gia phía Đông Châu Á, gồm có 8 quốc gia và vùng lãnh thổ. Các vùng lãnh thổ là: Hồng Kông, Ma Cao, Đài Loan (Trung Hoa Dân quốc).
Các quốc gia Đông Á nổi lên như là những quốc gia có tiềm lực lớn về kinh tế, tài chính thương mại và văn hóa . Trong đó có ba con rồng châu Á (Hàn Quốc, Hong Kong và Đài Loan), các nền kinh tế có tổng GDP đứng thứ 2, thứ 3 và thứ 11 thế giới là  Trung Quốc, Nhật Bản và Hàn Quốc đã tạo điều kiện cho một loạt các đô thị lớn ra đời và phát triển hưng thịnh, như những trung tâm tài chính, thương mại, văn hóa của khu vực, châu lục và trên thế giới như: Hồng Kông, Thượng Hải, Tokyo, Seoul, Bắc Kinh, Đài Bắc.
| Thứ tự | Quốc gia          | Thủ đô      | Thành phố lớn nhất |
| 1      | Trung Quốc        | Bắc Kinh    | Thượng Hải         |
| 2      | Hong Kong         | Victoria    | Victoria           |
| 3      | Nhật Bản          | Tokyo       | Tokyo              |
| 4      | Macau             | Macau       | Macau              |
| 5      | Mông Cổ           | Ulan Bator  | Ulan Bator         |
| 6      | CHDCND Triều Tiên | Bình Nhưỡng | Bình Nhưỡng        |
| 7      | Hàn Quốc          | Seoul       | Seoul              |
| 8      | Đài Loan          | Đài Bắc     | Đài Bắc            |